# تجمع مقدة (رماة)
'

تعديل مصدري - تعديل

تجمع مقدة هي إحدى قرى عزلة رماة بمديرية رماة التابعة لمحافظة حضرموت، بلغ تعداد سكانها 51 نسمة حسب تعداد اليمن لعام 2004.